# دیوید چوبیناشویلی
دیوید چوبیناشویلی (گرجی: დავით ჩუბინაშვილი؛ ۲۶ سپتامبر ۱۸۱۴ – ۵ ژوئن ۱۸۹۱) فرهنگ‌نویس، و زبان‌شناس اهل گرجستان بود.